# Ramona Aparicio Rodríguez
Ramona Aparicio Rodríguez, död 1881, var en spansk lärare.
Hon tillhörde de första fåtal kvinnor som fick en sekulär lärarutbildning i Spanien, vid en engelsk Lancasterskola. Hon blev 1837 en av de första sekulära kvinnliga lärarna anställda vid en skola (i Spanien var klosterskolor det normala för flickor), och när den första yrkesskolan för kvinnliga lärare grundades 1858, Escuela Normal Central de Maestras de Madrid, blev hon dess första föreståndare. 